# Сіверяни
Сіверя́ни (д.-рус. сѣверѧне, сѣверо, сѣверъ, сѣверы) — союз східнослов'янських племен, які жили в басейні річки Десни та над течіями річок Сейму, Сули, Псла і Ворскли. Локалізовані на лівому березі Дніпра в нинішній Чернігівщині, Сумщині й Полтавщині, Брянщині та Курщині.
Головні міста сіверян: Чернігів, Новгород-Сіверський, Брянськ, Стародуб, Глухів, Путивль, Курськ, Рильськ, Любеч, Переяслав. З заходу сіверяни межували з полянами і дреговичами, з півночі з радимичами, кривичами і в'ятичами, на півдні з уличами.

## Етимологія
«Повість временних літ» зафіксувала не один, а кілька споріднених етнонімів: «сѣверъ», «сѣверо», «сѣверы», «сѣверѧне»; останній найчастіше використовувався у фаховій літературі та був загальновизнаним наприкінці 1990-х-2000-х.
Згідно версії В. Седова формування історичних сіверян відбулося в процесі взаємодії прийшлого ранньослов'янського населення з автохтонами Дніпровського Лівобережжя — балто- й іраномовними племенами. В зв'язку з цим виникла гіпотеза, що спочатку назву «сѣверъ» мала локальна група населення, яка згодом була асимільована слов'янами, котрі перейняли й вихідний етнонім. Їй суперечить той факт, що етнонім «сѣверъ» відомий і на нижньому Дунаї, в Мезії. Місто Севеж (нім. Siewierz) столиця Севежського князівства відоме в СілезіЇ. Окрім того, в топонімії Польщі представлені Siewiersk, Siewierska Góra, Małe/Wielkie Siewieruszki. У сучасній лінгвістиці вважається що термін «сѣверъ», як і низка інших племінних назв «Повісті временних літ» («поля», «дерева» тощо), є одним з найбільш архаїчних слов'янських етнонімів, котрі сформувались у період, що передував розпаду праслов'янської спільноти (VI ст. н. е.) та початку міграцій представників окремих груп слов'янства.

## Історія

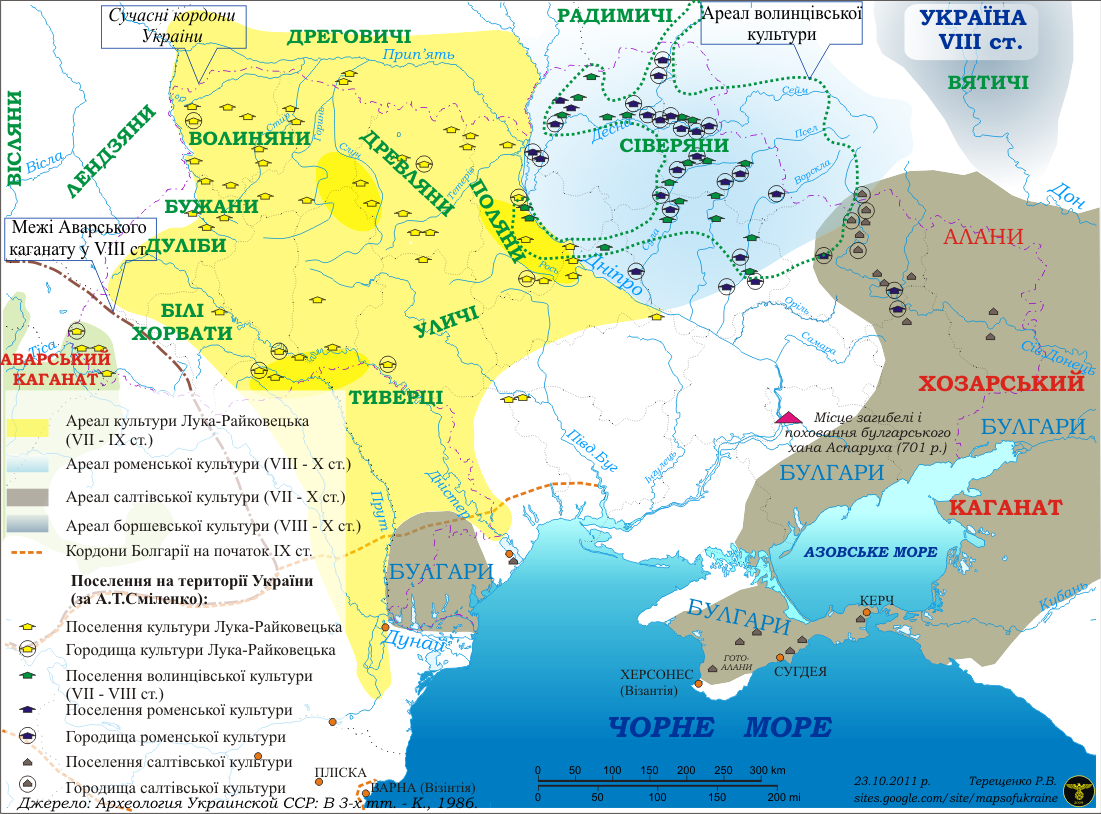
Роменська культура у VIII ст.

Згідно літопису локалізуються «по Десне и по Семи, по Суле». Це підтверджується даними археології: окреслена область в основному збігається з ареалом роменської культури (VIII—XII ст.), слов'янська атрибуція якої не викликає сумнівів у фахівців.
Під час слов'янської колонізації розселялися із заходу на схід, через Понемання, потім Подвіння, ймовірно, разом з кривичами, досягли верхів'їв Двіни, Волги, Дніпра, звідти вийшли на постійний притулок на Десні, Сеймі, Сулі.
У IX ст.-на поч. X ст платили данину хозарам, від 884 східна частина керувалася з Києва: «иде Олегъ на сѣверяне, и побѣди сѣверяны, и възложи на нь дань легьку». 907 року, за князя Олега (882–912 рр.), були повністю приєднані до Київської Русі. У IX — поч. X ст. брали участь у поході на греків.
Княжий стіл на цих землях виник опісля конфлікту між синами Володимира Святославича — Ярославом, який князював у Києві, й Мстиславом Тмутороканським, котрий 1024 р. захопив Чернігів і переміг брата в битві під Лиственом.
Опісля 1024 р. назва «сіверяни» зникає з історичних джерел; вони влилися до складу українського і російського народу , однак залишилася назва Сіверського князівства.
Востаннє сіверяни згадуються літописом під таким племінним ім'ям у 1183 році.
У джерелах XVI—XVII ст. в басейні р. Сейму згадується етнографічна група севрюків, яких дехто вважає безпосередніми нащадками сіверян VIII-ХІІ ст. Від цього ж етноніму походять деякі географічні назви Лівобережної України: Сіверія, Новгород-Сіверський, Сіверський Донець, Сіверська земля, Сіверщина тощо.

### Археологія
Археологи вирізняють їхні кургани за спіралеподібними скроневими кільцями. Разом з тим, вони багато в чому нагадують поховання Правобережжя Дніпра (простота костюму, півтораобертові перстеневі кільця). Археологічним відповідником сіверян є волинцівська з черняхівською культурою, роменська археологічні культури лісостепового Лівобережжя Дніпра VIII-ХІІ ст.. Певний вплив на сіверян справила алано-болгарська салтово-маяцька культура басейну Сіверського Дінця (історичні хозари).

### Суспільство
Головним заняттям сіверян було хліборобство, скотарство, мисливство і рибальство.